# Louisine Havemeyer

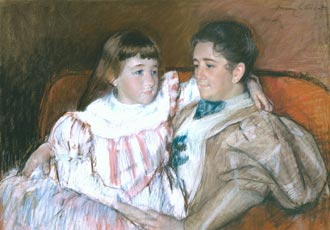
Louisine Havemeyer en haar Dochter Electra, 1895 pastel op papier door Mary Cassatt. Collectie van Shelburne Museum

Louisine Havemeyer, geboortenaam Louisine Waldron Elder (28 juli 1855 - 6 januari 1929) was kunstverzamelaar, feministe en filantrope. Naast haar rol als promotor van de impressionistische kunst, leverde ze belangrijke steun aan de beweging voor vrouwenkiesrecht in de Verenigde Staten. Op het gebied van de kunst steunde ze onder meer de impressionistische schilder Edgar Degas en Alice Paul was een van de voorvechtsters van het suffragisme die op haar steun kon rekenen.

## Biografie
Louisine Waldron Elder werd geboren in New York op 28 juli 1855, als tweede kind van George W. Elder (1831-1873) en zijn vrouw, Mathilde Adelaide Waldron (1834-1907). Haar oudere zus was Anne Eliza (1853-1917), haar jongere zus Adaline Deliverance Mapes (1859-1943) en ze had een broer, de jongste van de vier, George (1860-1916).

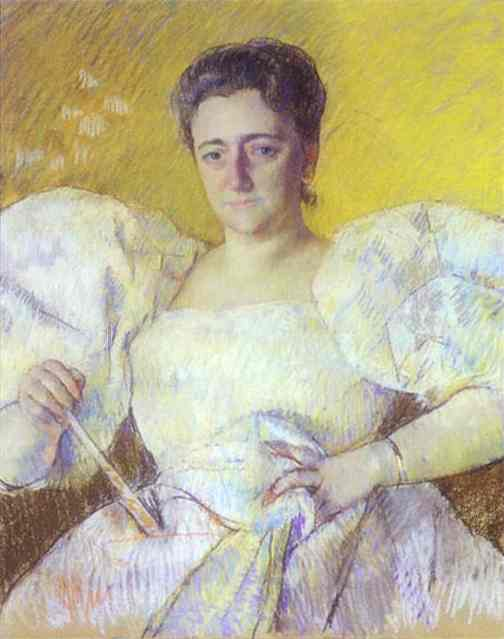
Portret van LouisineWaldron Elder door Mary Cassatt.

### Parijs
Kort na het overlijden van haar vader in 1873, maakte Louise met haar familie een reis van drie jaar naar Europa. Ze vertrokken op 25 mei 1873 boord van de S. S. Calabrië samen met hun tante Amanda McCready en haar familie, en hun nicht Mary Mapes Dodge, de hoofdredacteur van het St. Nicholas Magazine en auteur van Hans Brinker or the Silver Skates. Mary Mapes Dodge’s zus, Sophie MapesTolles woonde in Parijs met haar vriendin Emily Sartain, en ze studeerden kunst in het atelier van Evariste Luminais. Bij haar aankomst in Parijs in 1874, gingen Louisine en haar zus bij hen wonen in het pension van mevrouw Del Sarte, weduwe van François Del Sarte, zang- en declamatieleraar. Ze leerden Mary Cassatt kennen die met Emily Sartain in Parma was geweest toen Mary in opdracht van de aartsbisschop van Pittsburgh twee werken van Correggio moest kopiëren. Louisine raakte goed bevriend met Mary, ze toerden door Parijs en bezochten samen galeries. Het was bij een dergelijk bezoek dat Mary Cassatt Louisine aanraadde om een pastel La répétion du ballet van Edgard Degas te kopen, ze was daarmee de eerste Amerikaanse die een werk van Degas kocht. Ze betaalde $ 100 voor het werk dat in 1965 door haar kleinzoon verkocht werd voor $ 410.000. Dit was het begin van een verzameling die onder meer 44 Courbets, 28 Monets, 23 Manets, 63 olieverfschilderijen, tekeningen en pastellen en 71 sculpturen van Degas, 20 werken van Cassatt en daarnaast nog werken van Rembrandt, Veronese, Goya en El Greco zou bevatten. Mary en Louisine bezochten samen nog enkele Europese landen en Louisine kon kennis maken met de professionele vrienden van Cassatt waarbij Manet en Degas. Het was ook via haar vriendin dat ze het werk van Courbet leerde kennen, dat eveneens een belangrijke plaats in haar verzameling zou innemen.

### Opbouw van de collectie
In 1880 keerde Louisine Waldron Elder terug naar de Verenigde Staten, waar ze op 22 augustus 1883 in het huwelijk trad met Henry Osborne Havemeyer, een rijke suikermagnaat. Ze hadden drie kinderen, een dochter Adaline (11 juli 1884), een zoon Horace (19 maart 1886) en een tweede dochter Electra (16 augustus 1888). Dankzij het geld van haar echtgenoot kon Louisine zich nu helemaal op het verzamelen van kunst gaan toeleggen. Het echtpaar bleef beroep doen op de goede raad en aanbevelingen van Mary Cassatt, en hoewel Henry Havemeyer zijn rol zeker niet beperkte tot wandelend checqueboek, was het vooral de verdienste van Mary Cassatt en Louisine dat de collectie van 19e-eeuwse Franse schilders tot stand kwam. Ze maakten ook dankbaar gebruik van hun goede relatie met de kunsthandelaar Durand-Ruel die hen de eerste keuze gaf van de werken die via hem op de markt kwamen. Ze kochten eigendommen in New York op de hoek van de Fifth Avenue en East 66th Street en in Connecticut, die werden ingericht door Louis Comfort Tiffany en Samuel Colman en gedecoreerd met kunstwerken uit hun verzameling. Henry Clay Frick, J. P. Morgan, en Mevrouw Isabella Stewart Gardner waren de andere grote verzamelaars uit die periode waarmee het echtpaar Havemeyer concurreerde, maar Louisine en Henry bouwden een van de mooiste kunstcollecties in de Verenigde Staten op.

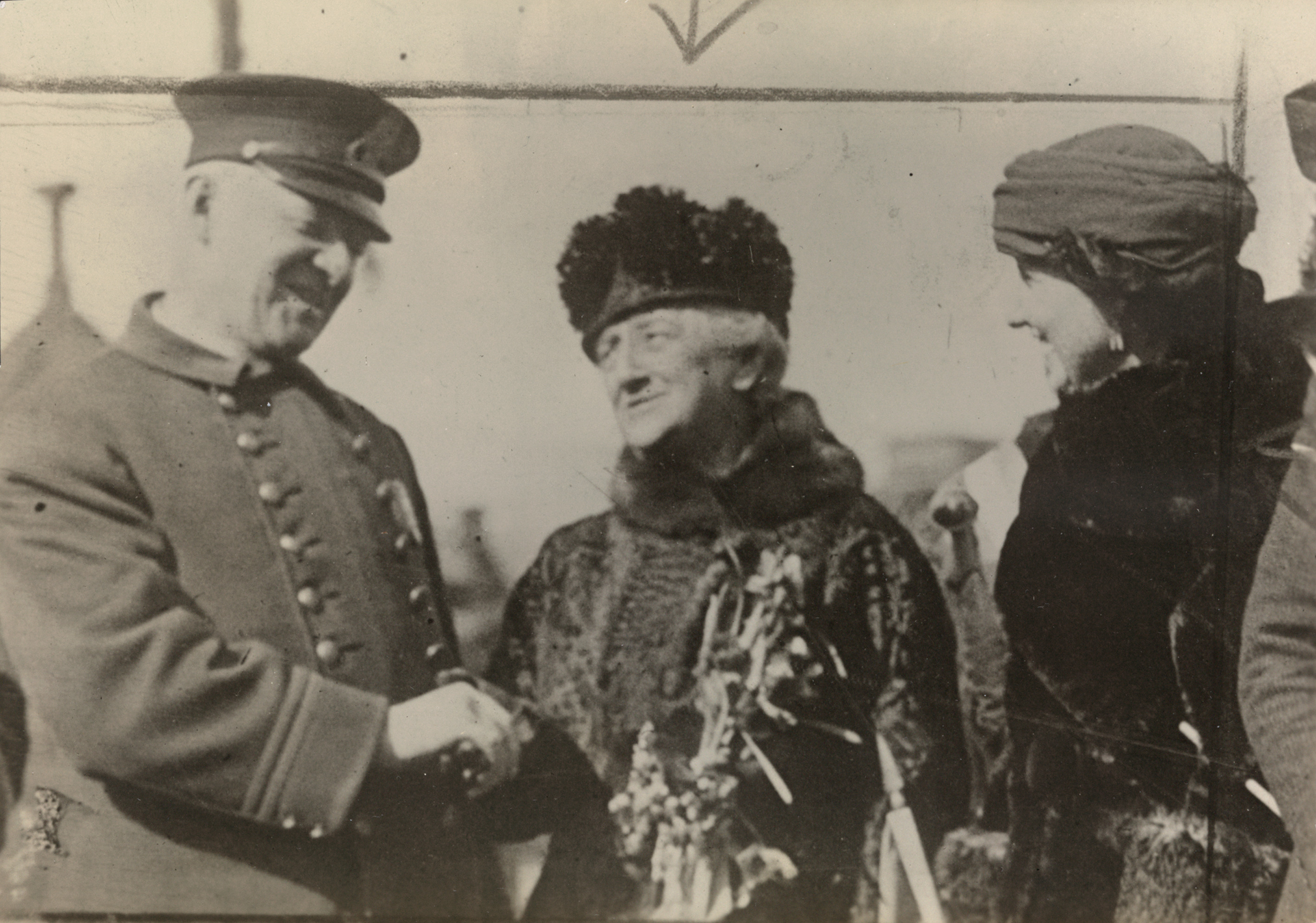
Politieman die Louisine Havemeyer and Vida Milholland wekom heet in Syracuse bij hun "gevangenen rondreis"

### Feministe
Na de dood van haar man in 1907 ging Louisine zich meer en meer actief bezighouden met de beweging voor vrouwenstemrecht. In 1912 leende ze een aantal werken uit haar verzameling voor de organisatie van een tentoonstelling in Knoedler's Gallery in New York om geld in te zamelen voor de zaak. In 1913 stichtte ze samen met Alice Paul de National Woman’s Party. Ze was actief in de beweging, deed mee aan de betogingen en hield toespraken. In 1915 werd een tweede tentoonstelling ingericht. Die tentoonstellingen, waar de entree een forse vijf dollar bedroeg, waren de eerste gelegenheden waar het publiek kon kennis maken met de Havemeyer-collectie. Datzelfde jaar maakte ze een tiendaagse reis door de staat New York met een (elektrische) fakkel, waarvoor die van het Vrijheidsbeeld model stond. Daarna werd de fakkel op sleepboten in het midden van de Hudson, aan de voet van het Vrijheidsbeeld, overgedragen aan een delegatie uit New Jersey, die de fakkel door hun staat zouden dragen en dan verder naar de zuidelijke staten. Op 6 november 1917 werd het stemrecht ingevoerd in de staat New York, maar dan moest het moeilijkste nog komen: de aanvaarding van het stemrecht voor de ganse Verenigde Staten. Gedurende maanden werden dagelijkse piketten georganiseerd aan het Witte Huis. Aanvankelijk wou Louisine hier niet aan meedoen, maar ze liet zich overtuigen door Alice Paul en in 1919 werd Louisine Havemeyer opgepakt bij een betoging voor het Witte Huis, waar afbeeldingen van president Woodrow Wilson werden verbrand door de deelneemsters. Ze weigerde uit principe de boete van vijf dollar te betalen en ging voor drie dagen de gevangenis in. Nadien nam ze deel aan een protesttocht met negenentwintig ex-gevangenen, die per auto door South-Carolina, Florida, Texas, Wisconsin, Illinois en Michigan trokken, gekleed in replica’s van hun gevangeniskledij. Na negenentwintig dagen keerden ze uitgeput terug naar New York, maar ze hadden wel meer dan 50.000 mensen toegesproken.
De protestmarsen en andere activiteiten georganiseerd door Alice Paul dankzij de financiële steun van Louisine Havemeyer en andere sponsors, resulteerden uiteindelijk in de goedkeuring van het Negentiende amendement van de grondwet van de Verenigde Staten. President Woodrow Wilson sprak op 9 januari 1918 zijn steun uit voor het amendement. Bij de Congresverkiezingen in 1918 riep de National Woman’s Party op, om senatoren die tegen het voorstel waren weg te stemmen. Een dag na de instemming van Wilson werd het amendement besproken in het Huis van Afgevaardigden, maar de Senaat weigerde er tot oktober van dat jaar over te spreken. Een jaar later, op 21 mei 1919 ging het Huis van Afgevaardigden met 304 tegen 89 stemmen akkoord. De Senaat volgde op 4 juni 1919 met 56 tegen 25 stemmen.

## Legaat
Na de dood van Louisine Havemeyer werd een groot gedeelte van de verzameling, door haar en de kinderen, aan het Metropolitan Museum of Art in New York geschonken. Op die manier kwamen de werken van een aantal 19e-eeuwse Franse schilders in de collectie van het Met terecht, dat daardoor de tweede grootste collectie ter wereld heeft van deze periode, na het Musée d'Orsay in Parijs. Louisine Waldron Elder schonk in naam van en als herinnering aan haar man, Henry Osborne Havemeyer een deel van haar collectie aan het museum. Volgens haar testament waren dat in een eerste codicil 113 kunstwerken, meestal schilderijen, en in een tweede codicil 29 schilderijen. Verder stelde ze haar zoon Horace aan om in naam van de kinderen die kunstwerken te schenken die ze zelf niet wilden behouden. De kinderen volgden hun moeders voorbeeld en in totaal werden 1967 kunstvoorwerpen, schilderijen, sculpturen, tekeningen, prenten en decoratieve objecten afkomstig uit Europa, Egypte, het antieke Rome en Griekenland, Azië en de islamitische wereld, aan het museum geschonken. Een ander belangrijk deel bleef in het bezit van de kinderen en kwam later in andere musea en in privécollecties terecht. Hun dochter Electra stichtte het Shelburne Museum, waar naast haar eigen kunstcollectie haar erfdeel werd ondergebracht.

## Werken geschonken aan het Metropolitan Museum of Art

### Nederlanden
| Afbeelding | titel                                                              | schilder                     | datering              | inventaris nummer | url van de Met |
| ---------- | ------------------------------------------------------------------ | ---------------------------- | --------------------- | ----------------- | -------------- |
|            | Portret van Herman Doomer                                          | Rembrandt                    | 1640                  | 29.100.1          | MET            |
|            | Portret van een oude vrouw                                         | Jacob Adriaensz Backer       | 2e kwart 16e eeuw     | 29.100.2          | MET            |
|            | Portret van een man, waarschijnlijk van de Van Beresteyn Family    | Rembrandt                    | 1632                  | 29.100.3          | MET            |
|            | Portret van een vrouw, waarschijnlijk van de Van Beresteyn Familie | Rembrandt                    | 1632                  | 29.100.4          | MET            |
|            | Het bezoek                                                         | Pieter de Hooch              | 1657                  | 29.100.7          | MET            |
|            | Portret van Petrus Scriverius                                      | Frans Hals                   | 1626                  | 29.100.8          | MET            |
|            | Portret van Van der Aar                                            | Frans Hals                   | 1626                  | 29.100.9          | MET            |
|            | Saint Cecilia                                                      | Abraham van Diepenbeeck      | 1596–1675             | 29.100.14         | MET            |
|            | Portret van een man                                                | Hugo van der Goes            |                       | 29.100.15         | MET            |
|            | Portret van een man met een borstplaat en een pluimhoed            | Rembrandt                    | 1645-4650             | 29.100.102        | MET            |
|            | Portret van een vrouw                                              | In de stijl van Rembrandt    | ca 1645-1650          | 29.100.103        | MET            |
|            | Man met een bierkruik                                              | stijl van Adriaen van Ostade | tweede helft 17e eeuw | 29.100.198        | MET            |

### El Greco
| Afbeelding | titel                              | schilder | datering | inventaris nummer | url van de Met |
| ---------- | ---------------------------------- | -------- | -------- | ----------------- | -------------- |
|            | Kardinaal Fernando Niño de Guevara | El Greco | 1600     | 29.100.5          | MET            |
|            | Gezicht op Toledo                  | El Greco | 1596     | 29.100.6          | MET            |

### Francisco de Goya
| Afbeelding | titel                                                 | schilder                      | datering | inventaris nummer | url van de Met |
| ---------- | ----------------------------------------------------- | ----------------------------- | -------- | ----------------- | -------------- |
|            | Majas op een balkon                                   | Francisco de Goya             | 1808     | 29.100.10         | MET            |
|            | María Luisa of Parma (1751–1819), koningin van Spanje | Kopie naar Goya               | na 1800  | 29.100.11         | MET            |
|            | Een stad op een rots                                  | Stijl van Goya                | 19e eeuw | 29.100.12         | MET            |
|            | Narcisa Barañana de Goicoechea                        | Francisco de Goya y Lucientes | 1815     | 29.100.180        | MET            |

### Duitsland
| Afbeelding | titel                                  | schilder              | datering | inventaris nummer | url van de Met |
| ---------- | -------------------------------------- | --------------------- | -------- | ----------------- | -------------- |
|            | Portret van een man met een rozenkrans | Lucas Cranach de Oude |          | 29.100.24         | MET            |

### Italië
| Afbeelding | titel                                 | schilder               | datering       | inventaris nummer | url van de Met |
| ---------- | ------------------------------------- | ---------------------- | -------------- | ----------------- | -------------- |
|            | Portret van een jongeman met een boek | Bronzino               | 1540           | 29.100.16         | MET            |
|            | Madonna met Kind en twee engelen      | Botticelli             | omstreeks 1500 | 29.100.17         | MET            |
|            | Portret van een vrouw                 | Francesco Montemezzano |                | 29.100.104        | MET            |
|            | Jongen met een windhond               | Paolo Veronese         |                | 29.100.105        | MET            |
|            | Portret van een man                   | Gaspare Traversi       | 1722-1770      | 29.100.179        | MET            |

### Frankrijk

#### Paul Cézanne
| Afbeelding | titel                                                        | schilder     | datering | inventaris nummer | url van de Met |
| ---------- | ------------------------------------------------------------ | ------------ | -------- | ----------------- | -------------- |
|            | Mont Sainte-Victoire en het viaduct van de vallei van de Arc | Paul Cézanne | 1882     | 29.100.64         | MET            |
|            | Gustave Boyer (1840) met een strohoed                        | Paul Cézanne |          | 29.100.65         | MET            |
|            | Stilleven met kruik, kop en appels                           | Paul Cézanne | ca 1877  | 29.100.66         | MET            |
|            | De Golf van Marseille gezien vanaf L'Estaque                 | Paul Cézanne | 1885     | 29.100.67         | MET            |
|            | Rotsen in het woud                                           | Paul Cézanne |          | 29.100.194        | MET            |

#### Corot
| Afbeelding | titel                          | schilder            | datering  | inventaris nummer | url van de Met |
| ---------- | ------------------------------ | ------------------- | --------- | ----------------- | -------------- |
|            | De vernieling van Sodoma       | Jean-Baptiste Corot | 1843-1857 | 29.100.18         | MET            |
|            | Bacchante bij de zee           | Jean-Baptiste Corot | 1860      | 29.100.19         | MET            |
|            | De muze: geschiedenis          | Jean-Baptiste Corot | 1865      | 29.100.193        | MET            |
|            | Meisje dat een guirlande maakt | Jean-Baptiste Corot |           | 29.100.562        | MET            |
|            | Dromerij                       | Jean-Baptiste Corot |           | 29.100.563        | MET            |
|            | Kinderportret                  | Jean-Baptiste Corot |           | 29.100.564        | MET            |
|            | Sibylle                        | Jean-Baptiste Corot | ca 1870   | 29.100.565        | MET            |
|            | Bacchante in een landschap     | Jean-Baptiste Corot | 1865      | 29.100.598        | MET            |

#### Gustave Courbet
| Afbeelding | titel                                               | schilder                        | datering              | inventaris nummer | url van de Met |
| ---------- | --------------------------------------------------- | ------------------------------- | --------------------- | ----------------- | -------------- |
|            | Vrouw met een papegaai                              | Gustave Courbet                 | 1866                  | 29.100.57         | MET            |
|            | De bron                                             | Gustave Courbet                 | 1862                  | 29.100.58         | MET            |
|            | Vrouw in rijkostuum (L'Amazone)                     | Gustave Courbet                 | 1856                  | 29.100.59         | MET            |
|            | Naakt met een bloeiende tak                         | Gustave Courbet                 | 1863                  | 29.100.60         | MET            |
|            | Na de jacht                                         | Gustave Courbet                 |                       | 29.100.61         | MET            |
|            | Vrouw in de golven                                  | Gustave Courbet                 | 1868                  | 29.100.62         | MET            |
|            | Jo, de mooie Ierse                                  | Gustave Courbet                 |                       | 29.100.63         | MET            |
|            | Madame de Brayer                                    | Gustave Courbet                 | 1858                  | 29.100.118        | MET            |
|            | Portret van een vrouw, Héloïse Abélard              | Stijl van Gustave Courbet       | tweede helft 19e eeuw | 29.100.119        | MET            |
|            | Charles Suisse                                      | Gustave Courbet                 | 1861                  | 29.100.120        | MET            |
|            | Lentebloemen                                        | Kopie naar Gustave Courbet      | 1855                  | 29.100.121        | MET            |
|            | De bron van de Loue                                 | Gustave Courbet                 | 1864                  | 29.100.122        | MET            |
|            | Appels                                              | in de stijl van Gustave Courbet | tweede helft 19e eeuw | 29.100.123        | MET            |
|            | De jonge baadster                                   | Gustave Courbet                 | 1866                  | 29.100.124        | MET            |
|            | Madame Auguste Cuoq (Mathilde Desportes, 1827–1910) | Gustave Courbet                 |                       | 29.100.130        | MET            |
|            | Alphonse Promayet (1822–1872)                       | Gustave Courbet                 | 1851                  | 29.100.132        | MET            |
|            | Portret van een man                                 | Gustave Courbet                 |                       | 29.100.201        | MET            |
|            | De kalme zee                                        | Gustave Courbet                 | 1869                  | 29.100.566        | MET            |

#### Edgar Degas
| Afbeelding | titel                                                                    | schilder    | datering | inventaris nummer | url van de Met |
| ---------- | ------------------------------------------------------------------------ | ----------- | -------- | ----------------- | -------------- |
|            | Ballerina’s aan de barre                                                 | Edgar Degas | 1877     | 29.100.34         | MET            |
|            | Vrouw van wie het haar wordt gekamd                                      | Edgar Degas |          | 29.100.35         | MET            |
|            | Vrouw die haar voeten droogt                                             | Edgar Degas |          | 29.100.36         | MET            |
|            | Vrouw met een handdoek                                                   | Edgar Degas |          | 29.100.37         | MET            |
|            | Bij de Milliner's                                                        | Edgar Degas | 1882     | 29.100.38         | MET            |
|            | Ballet repetitie op de scène                                             | Edgar Degas | 1874     | 29.100.39         | MET            |
|            | De nicht van de schilder Mevr. William Bell (Mathilde Musson, 1841–1878) | Edgar Degas | 1873     | 29.100.40         | MET            |
|            | Vrouw badend in een lage kuip                                            | Edgar Degas | 1885     | 29.100.41         | MET            |
|            | Ballerina’s, rose en groen                                               | Edgar Degas |          | 29.100.42         | MET            |
|            | Sulking                                                                  | Edgar Degas |          | 29.100.43         | MET            |
|            | De prentenverzamelaar                                                    | Edgar Degas | 1866     | 29.100.44         | MET            |
|            | Madame Théodore Gobillard (Yves Morisot, 1838–1893)                      | Edgar Degas | 1869     | 29.100.45         | MET            |
|            | Een strijkende vrouw                                                     | Edgar Degas | 1873     | 29.100.46         | MET            |
|            | Ballerina’s in de repetitieruimte met een contrabas                      | Edgar Degas |          | 29.100.127        | MET            |
|            | Vrouw naast een bloemenvaas                                              | Edgar Degas | 1865     | 29.100.128        | MET            |
|            | Joseph-Henri Altès (1826–1895)                                           | Edgar Degas | 1868     | 29.100.181        | MET            |
|            | Mademoiselle Marie Dihau (1843–1935)                                     | Edgar Degas |          | 29.100.182        | MET            |
|            | Portret van een jonge vrouw                                              | Edgar Degas |          | 29.100.183        | MET            |
|            | De dansles                                                               | Edgar Degas | ca 1870  | 29.100.184        | MET            |
|            | Vrouw op een sofa                                                        | Edgar Degas | 1875     | 29.100.185        | MET            |
|            | Twee ballerina’s                                                         | Edgar Degas | 1873     | 29.100.187        | MET            |
|            | Ballerina met een waaier                                                 | Edgar Degas |          | 29.100.188        | MET            |
|            | Twee ballerina’s                                                         | Edgar Degas |          | 29.100.189        | MET            |
|            | Baadster die in het bad stapt                                            | Edgar Degas |          | 29.100.190        | MET            |
|            | Het ballet"Robert le Diable"                                             | Edgar Degas | 1871     | 29.100.552        | MET            |
|            | Vrouw die haar arm droogt                                                | Edgar Degas |          | 29.100.553        | MET            |
|            | Waaier: het ballet                                                       | Edgar Degas | 1879     | 29.100.554        | MET            |
|            | Waaier: ballerina’s                                                      | Edgar Degas | 1879     | 29.100.555        | MET            |
|            | Russische ballerina                                                      | Edgar Degas | 1899     | 29.100.556        | MET            |
|            | Ballerina met een waaier                                                 | Edgar Degas |          | 29.100.557        | MET            |
|            | Drie ballerina’s die zich klaar maken voor de les                        | Edgar Degas |          | 29.100.558        | MET            |

#### Édouard Manet
| Afbeelding | titel                                                                  | schilder      | datering  | inventaris nummer | url van de Met |
| ---------- | ---------------------------------------------------------------------- | ------------- | --------- | ----------------- | -------------- |
|            | De dode Christus met engelen                                           | Édouard Manet | 1864      | 29.100.51         | MET            |
|            | Een matador                                                            | Édouard Manet | 1866-1867 | 29.100.52         | MET            |
|            | Mademoiselle V. . . in het kostuum van een Espada                      | Édouard Manet | 1862      | 29.100.53         | MET            |
|            | Jonge man in een majo kostuum                                          | Édouard Manet | 1863      | 29.100.54         | MET            |
|            | George Moore (1852–1933)                                               | Édouard Manet |           | 29.100.55         | MET            |
|            | Isabelle Lemonnier (1857–1926)                                         | Édouard Manet |           | 29.100.56         | MET            |
|            | Kopie naar de “Boot van Dante” van Delacroix                           | Édouard Manet |           | 29.100.114        | MET            |
|            | Bootje varen                                                           | Édouard Manet | 1874      | 29.100.115        | MET            |
|            | Mademoiselle Lucie Delabigne (1859–1910), genoemd Valtesse de la Bigne | Édouard Manet | 1879      | 29.100.561        | MET            |

#### Claude Monet
| Afbeelding | titel                               | schilder     | datering | inventaris nummer | url van de Met |
| ---------- | ----------------------------------- | ------------ | -------- | ----------------- | -------------- |
|            | Chrysanthen                         | Claude Monet | 1882     | 29.100.106        | MET            |
|            | Boeket van zonnebloemen             | Claude Monet | 1881     | 29.100.107        | MET            |
|            | IJsschotsen                         | Claude Monet | 1893     | 29.100.108        | MET            |
|            | Hooihoppers                         | Claude Monet | 1891     | 29.100.109        | MET            |
|            | Vier bomen                          | Claude Monet | 1891     | 29.100.110        | MET            |
|            | De groene golf                      | Claude Monet |          | 29.100.111        | MET            |
|            | La Grenouillère                     | Claude Monet | 1869     | 29.100.112        | MET            |
|            | Brug over een vijver en waterlelies | Claude Monet | 1899     | 29.100.113        | MET            |

#### Frankrijk overige schilders
| Afbeelding | titel                                            | schilder                        | datering  | inventaris nummer | url van de Met |
| ---------- | ------------------------------------------------ | ------------------------------- | --------- | ----------------- | -------------- |
|            | Orpheus and Eurydice                             | In de stijl van Nicolas Poussin |           | 29.100.20         | MET            |
|            | Mercurius en Battus                              | Francisque Millet               |           | 29.100.21         | MET            |
|            | Portret van een man                              | Corneille de la Haye            | 1540      | 29.100.22         | MET            |
|            | Joseph-Antoine Moltedo                           | Jean-Auguste-Dominique Ingres   | 1810      | 29.100.23         | MET            |
|            | De allegorie van de Sorbonne                     | Pierre Puvis de Chavannes       | 1889      | 29.100.117        | MET            |
|            | Bij het strand                                   | Pierre-Auguste Renoir           | 1883      | 29.100.125        | MET            |
|            | Baadster in het bos                              | Camille Pissarro                | 1895      | 29.100.126        | MET            |
|            | Her derde klas rijtuig                           | Honoré Daumier                  | 1862      | 29.100.129        | MET            |
|            | Christus slapend tijdens de storm                | Eugène Delacroix                |           | 29.100.131        | MET            |
|            | De experten                                      | Alexandre-Gabriel Decamps       | 1837      | 29.100.196        | MET            |
|            | Anne de Pisseleu (1508–1576), Duchesse d'Étampes | Corneille de Lyon               |           | 29.100.197        | MET            |
|            | De connoisseur                                   | Honoré Daumier                  | 1860-1865 | 29.100.200        | MET            |

### Mary Cassatt (VSA)
| Afbeelding | titel                             | schilder     | datering | inventaris nummer | url van de Met |
| ---------- | --------------------------------- | ------------ | -------- | ----------------- | -------------- |
|            | Moeder en kind (De ovale spiegel) | Mary Cassatt |          | 29.100.47         | MET            |
|            | Een naaiende jonge moeder         | Mary Cassatt | 1900     | 29.100.48         | MET            |

## Weblinks
- The H. O. Havemeyer Collection, a collection catalog from The Metropolitan Museum of Art Libraries.